# 月崎 (市原市)
月崎（つきざき）とは、千葉県市原市の加茂地区にある大字。郵便番号は290-0547。

## 概要
市原市の南西に位置する。

## 地理
北は田淵旧日竹、東は田淵、西は柿木台、南は田淵、大久保、柳原と接する。

## 歴史

### 沿革
- 1954年1月15日 - 合併により、加茂村となる
- 1967年10月1日 - 合併により、市原市となり現在に至る

## 世帯数と人口
2017年（平成29年）11月1日現在の世帯数と人口は以下の通りである。
| 町丁字 | 世帯数 | 人口  |
| ------ | ------ | ----- |
| 月崎   | 84世帯 | 193人 |

## 通学区域
市立小学校・市立中学校と県立高等学校の通学区域は以下の通りである。
| 町丁字 | 番地 | 小学校             | 中学校             | 高等学校 |
| ------ | ---- | ------------------ | ------------------ | -------- |
| 月崎   | 全域 | 市原市立加茂小学校 | 市原市立加茂中学校 | 第9学区  |

## 施設
- Yショップ朝日屋
- 市原農協月崎支店
- 月崎公民館

## 交通

### 駅
- 小湊鉄道小湊鉄道線月崎駅

### 道路
- 千葉県道172号大多喜里見線